# Claudinho (football, 1967)
Ne pas confondre avec le footballeur brésilien Claudinho, né en 1997.
Claudio Batista dos Santos plus communément appelé Claudinho est un footballeur brésilien né le 19 avril 1967.